# S26 (spårvagn)
S26 är en spårvagnstyp, med smeknamnen Limpsläp, limpesläp eller limp-släpvagn, hos Göteborgs spårväg (GS). Smeknamnet härstammar från göteborgshumorn som ansåg att dessa släpvagnar liknade en brödlimpa. GS har aldrig använt littera utan typ, "S" står för släpvagn och "26" är ett löpnummer, det innebär inte att det var den tjugosjätte släpvagnstypen utan den tjugosjätte typen av motorvagn (M), släpvagn (S), och buss (B) sammantaget.
Limpsläpen gick i trafik från 1931 fram till högertrafikomläggningen 1967.

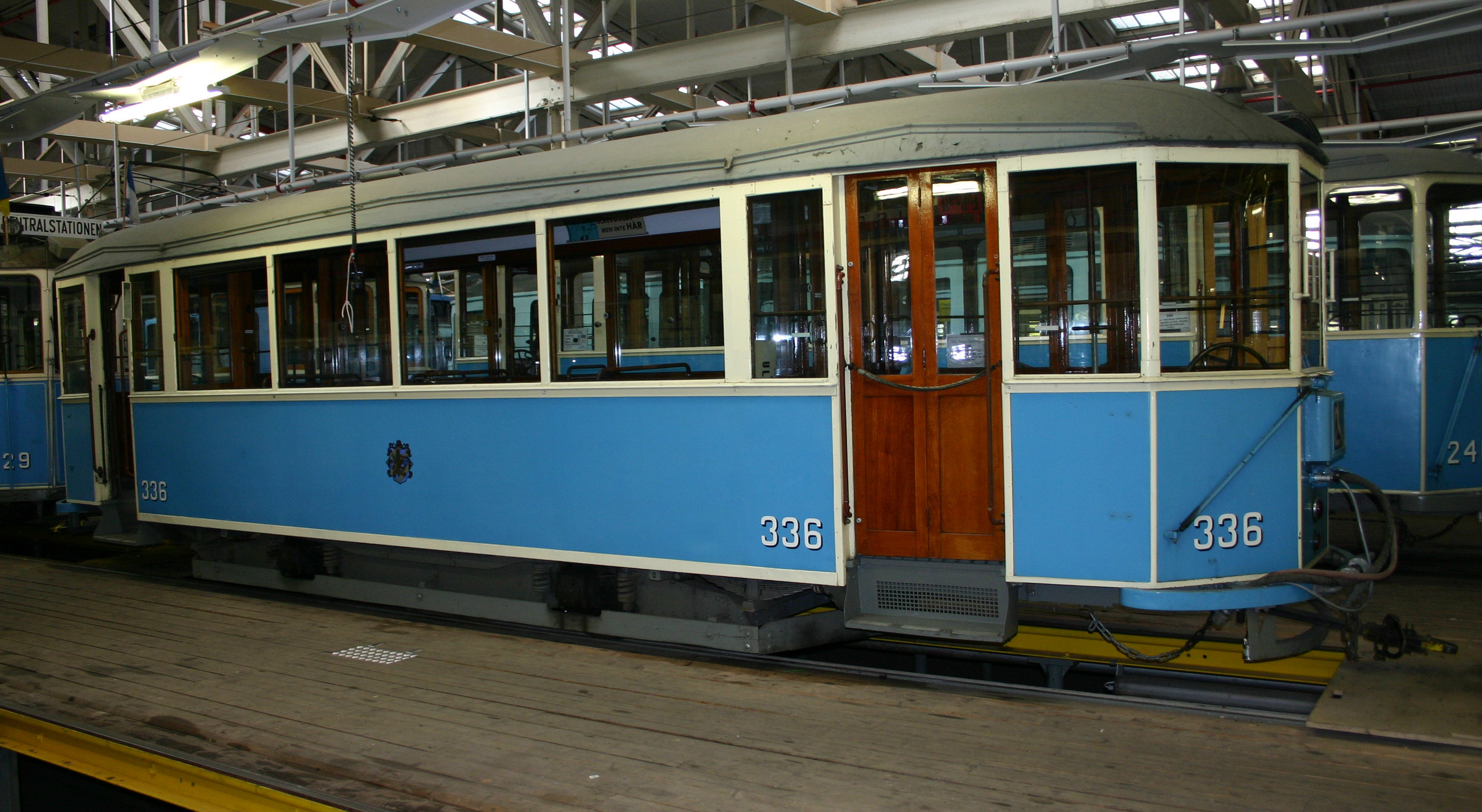
S26 336, limpsläpvagn hos Ringlinien, Göteborg

## Lättvikt
Limpesläpen byggdes som lättviktssläpvagnar på Göteborgs Spårvägars egen verkstad under några olika perioder under åren 1931-1952. Sammanlagt byggdes de i 70 exemplar. "Limporna" var mycket moderna spårvagnar på 30-talet. Mycket av byggnadsmaterialet bestod av aluminium. Vagnarna byggdes i ett relativt enkelt utförande som en provisorisk lösning under perioder med vagnbrist.

## Olika versioner
De flesta limpor byggdes om till, eller byggdes direkt till enriktningsvagnar med fast konduktör och tryckluftdörrar mellan 1946 och 1953. Så gick vagnarna sedan fram till högertrafikomläggningen 1967. De sista åren kopplades de ofta efter gamla tvåaxliga vagnar och Långedragsvagnarna. Vagn 336 blev museivagn 1960, vagn 371 blev museivagn på 1980-talet och var färdigrenoverad våren 2009, då som limpsläpvagn i högertrafikutförande med fast konduktörsplats, en eftergift för att kunna använda vagnen i dagens trafik (limpsläpen byggdes aldrig om inför högertrafikomläggningen). 336 är bevarad i versionen utan konduktörsplats. 371 blev efter högertrafikomläggningen ombyggd till kontaktledningsinpektionsvagn, och det var som sådan Ringlinien tog hand om den och återrenoverade den till trafikvagn. 

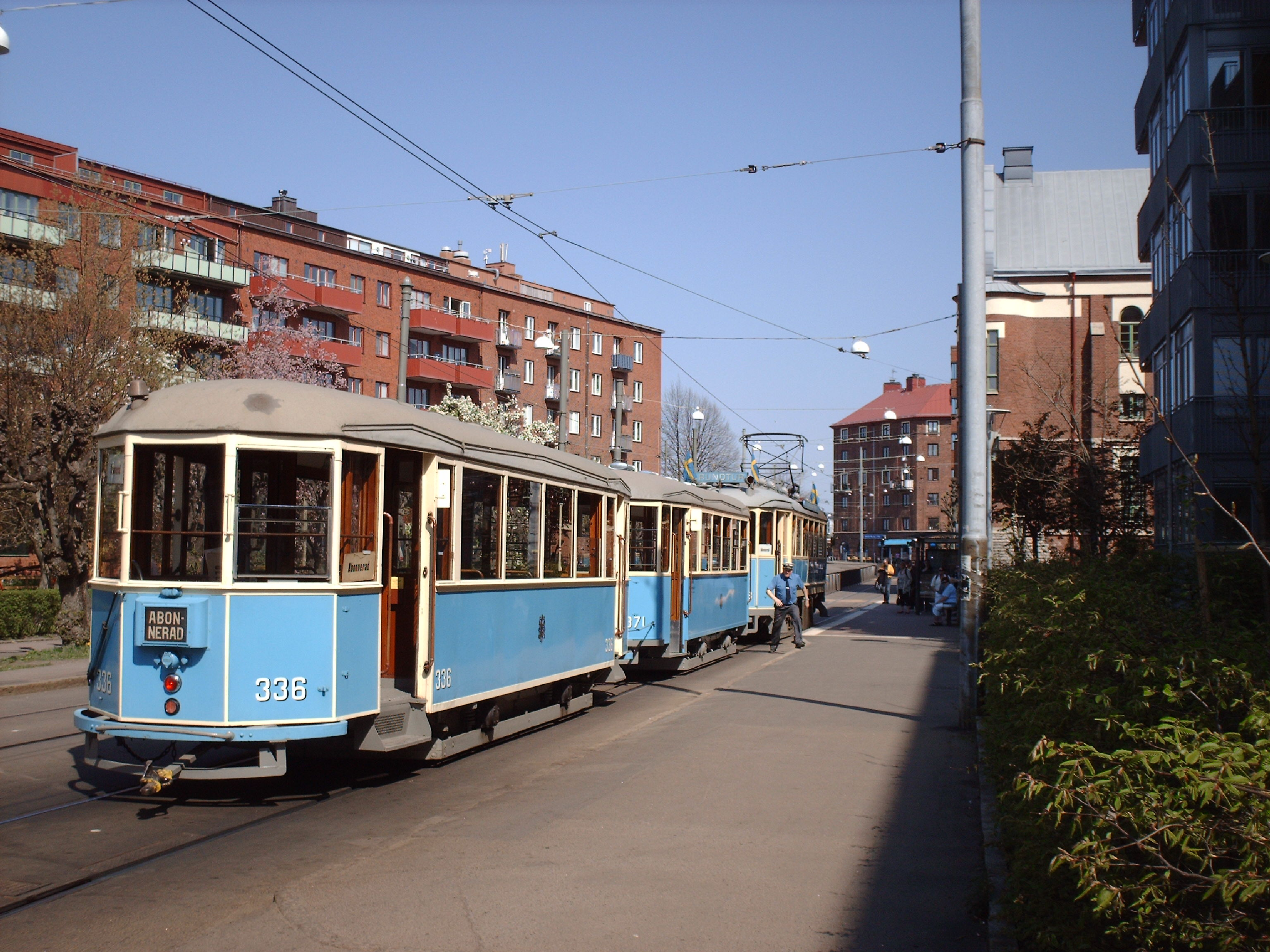
Två limpor på Stampgatan; 336 och 371. Längst fram den stora långedragsvagnen, 208.

Något enstaka exemplar byggdes om till "barnvagnsvagn", som sattes in på linjen till Biskopsgården. Flera exemplar var upplåtna till rökare, och kallades sålunda "röklimpor". Några vagnar blev också anpassade att dras efter ASEA-Mustangerna M22.

## Bevarade
Tre exemplar finns bevarade, det är ovan nämnda 336 och 371 som förvaltas av Spårvägssällskapet Ringlinien samt ännu ej renoverade 333 som finns hos Svenska Spårvägssällskapet i Malmköping. Vidare har Ringlinien ett underrede, en truck, från vagn 380, på vilken man har byggt en flakvagn med det romerska numret XXVII.

## Data
- Längd: 10730 mm
- Bredd: 2200 mm
- Höjd: 3200 mm
- Vikt: 7000 kg

Samtliga limpor hade mindre hjuldiameter än andra samtida vagnar, vilket gjorde att insteget från gatan blev lägre. Vagnarna hade rullagrade hjul, mot dåtidens vanligen glidlagrade vagnar. Limpsläpen var tysta och bekväma spårvagnar som gillades av både passagerare och personal.